# Polarisatie (politiek)

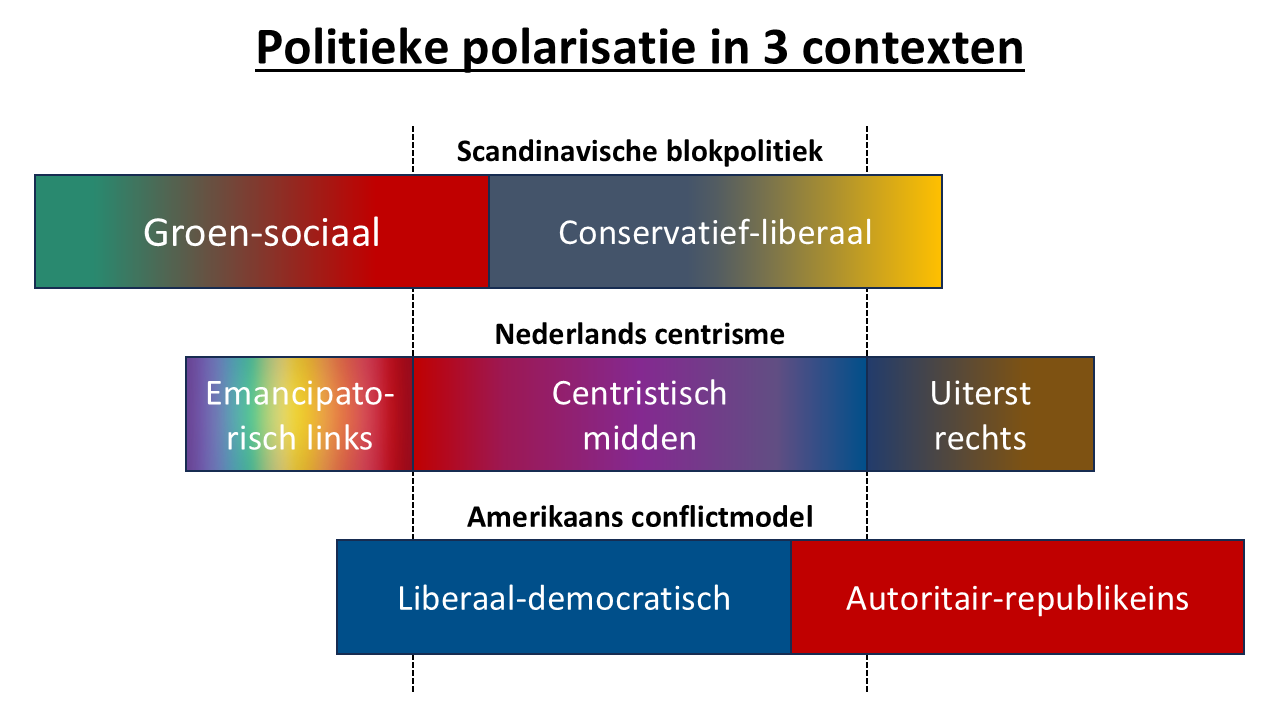
Verschillende soorten politiek conflict binnen verschillende contexten.

Polarisatie is het toenemen van de tegenstellingen tussen partijen of bevolkingsgroepen. Meestal wordt de term in negatieve zin gebruikt en verwijst het naar een problematische ontwikkeling in een politieke situatie of sociale groep: wanneer verschillende maatschappelijke breuklijnen in toenemende mate samenvallen en diverse andere, voorheen neutrale thema's gaan kleuren. Meer neutraal verwijst het naar de toename van de spanningen tussen sociale of politieke groepen. 
In een niet-gepolariseerde samenleving krijg je voor verschillende politieke discussies steeds andere politieke coalities. Een groep met gelijkaardige economische doeleinden heeft dan bijvoorbeeld een andere mening over sociale of religieuze onderwerpen. In een gepolariseerde samenleving vallen al deze breuklijnen echter samen en vormen er twee of meerdere groepen, die steeds elkaars kant kiezen.
Een belangrijk kenmerk van polarisatie (in deze pejoratieve zin) is dat de middengroep die zich minder met een van de polen identificeert, druk ervaart om partij te kiezen. Neutraliteit is in zo'n situatie steeds minder een optie en wordt door de polen moreel veroordeeld als een vorm van lafheid of zelfs verraad. Vaak krimpt de middengroep ook in periodes van polarisatie.
Politici die dit samenvallen van breuklijnen in de hand werken worden ook wel eens 'polariserend' genoemd. Dergelijke politici hebben de neiging om politieke tegenstanders te demoniseren en politieke conflicten voor te stellen als een nulsomspel. 'Polariserend' wordt soms als synoniem gebruikt van populisme, maar er zijn ook verschillen tussen deze termen.

## Dominant conflict
Volgens politicoloog Tom van der Meer speelt in elk politiek systeem altijd een dominant conflict dat de contouren van het politieke debat bepaalt. Dit leidende conflict vormt als het ware het kader waarbinnen alle politieke discussies plaatsvinden en de verschillen tussen partijen en of blokken worden uitvergroot. In zijn visie hangt de mate van polarisatie in grote mate samen met welk conflict als leidend wordt beschouwd. Van der Meer stelt dat het uit de weg gaan van een politieke waardenstrijd door middenpartijen de deur opent voor polarisatie door populistische bewegingen doordat zij het dominante conflict naar zich toe kunnen trekken. Kort gezegd: wanneer er geen constructief conflict is, maakt deze plaats voor een destructief conflict.
Welke conflictlijn domineert, wordt met name bepaald door een combinatie van het kiesstelsel en de politieke cultuur:
- In landen met een meerderheidsstelsel is er een duidelijke tweestrijd tussen Partij A en Partij B, zoals te zien is in de VS en het VK. Het kiesstelsel bevordert op alle niveaus een cultuur van 'winner takes all' waardoor het politieke landschap scherp gepolariseerd is rond de leiders van de twee grote partijen. Hierbij lijkt de positie van de Amerikaanse Democraten sterk op het Europese politieke midden, terwijl de Republikeinen veel overeenkomsten hebben met Europese radicaal-rechtse partijen.
- In landen met Centrumpolitiek, zoals Nederland, is het dominante conflict al lang niet meer die van de verzuiling, waarbij politieke conflicten sterk bepaald werden door tegenstellingen tussen ideologische en religieuze zuilen.[4] In de 21e eeuw is het spanningsveld verschoven naar een tweestrijd tussen het brede technocratische politieke midden en de populistische flanken. Die laatste groep profileert zich als ‘stem van het volk' en trekt scherpe grenzen tussen enerzijds ‘elite’ en ‘volk’ en anderzijds 'Nederlander' en 'nieuwkomer'.
- Blokpolitieke systemen, zoals in Scandinavië, structureren het dominante conflict langs duidelijke ideologische lijnen tussen grote blokken, wat een relatief stabiele, op (minderheids)coalities gebaseerde politiek mogelijk maakt.[5] Dit systeem heeft een dempend effect op polarisatie doordat het alle partijen structureel uitnodigt om consensus te bereiken binnen een vaststaande structuur. Hierdoor zijn zij minder geneigd zich naar extreme posities te bewegen.[3][6] Zweden week tussen 2014 en 2022 af van hun vorm van consensusdemocratie door de Sverigedemokraterna uit te sluiten, wat leidde tot een periode van toenemende polarisatie. In Denemarken ontstond er door afnemende polarisatie in 2022 een paars meerderheidskabinet die de gebruikelijke blokpolitiek oversteeg, wat zorgde voor een grotere handelingsvrijheid om politieke veranderingen door te voeren.

## Oorzaken
Er bestaat veel discussie tussen wetenschappers wat de exacte oorzaak is van de toename van polarisatie in samenlevingen. Toch zijn er bepaalde actoren die regelmatig worden aangehaald als belangrijke factoren in de polarisering van een samenleving.

### Rol van politieke partijen
Volgens onderzoekers zijn politieke partijen een van de belangrijkste actoren in de polarisatie van een maatschappij. In vroege democratieën waren veel politieke fracties of proto-partijen vriendengroepjes van politici uit dezelfde regio's of met gemeenschappelijke interesses. Door de uitbreiding van het stemrecht zijn deze partijen zich steeds meer beginnen profileren op basis van een bepaalde ideologie. Door een combinatie van een nood om zich inhoudelijk te profileren en een poging om een zo groot mogelijk deel van de samenleving aan te spreken zouden partijen zo polarisatie in de hand spelen.
Los van deze structurele aspecten hebben veel politici er ook baat bij om polariserende uitspraken te doen. Uit onderzoek blijkt dat politici die populair zijn bij extreme flanken van hun stemmers makkelijker aan de macht blijven en zo de partijen een steeds extremer standpunt innemen. Ook hebben gematigde partijleden minder de neiging om zich kandidaat te stellen in een verkiezing, waardoor de partijelite meestal een extremer standpunt heeft dan het gemiddeld partijlid.

In meerpartijenstelsels bestaat er wetenschappelijke discussie of er sprake is van een gepolariseerd pluralisme, waarin iedere partij een andere pool is, of een dichotoom pluralisme, waarin de verscheidene partijen zich verdelen over een links-rechts as. De Italiaanse politicoloog Giovanni Sartori beargumenteert dat aangezien in een meerpartijenstelsel iedere partij een burgerbeweging nodig heeft om aan de macht te blijven er hier sprake is van een hogere mate van polarisatie dan in een één- of tweepartijenstelsel.

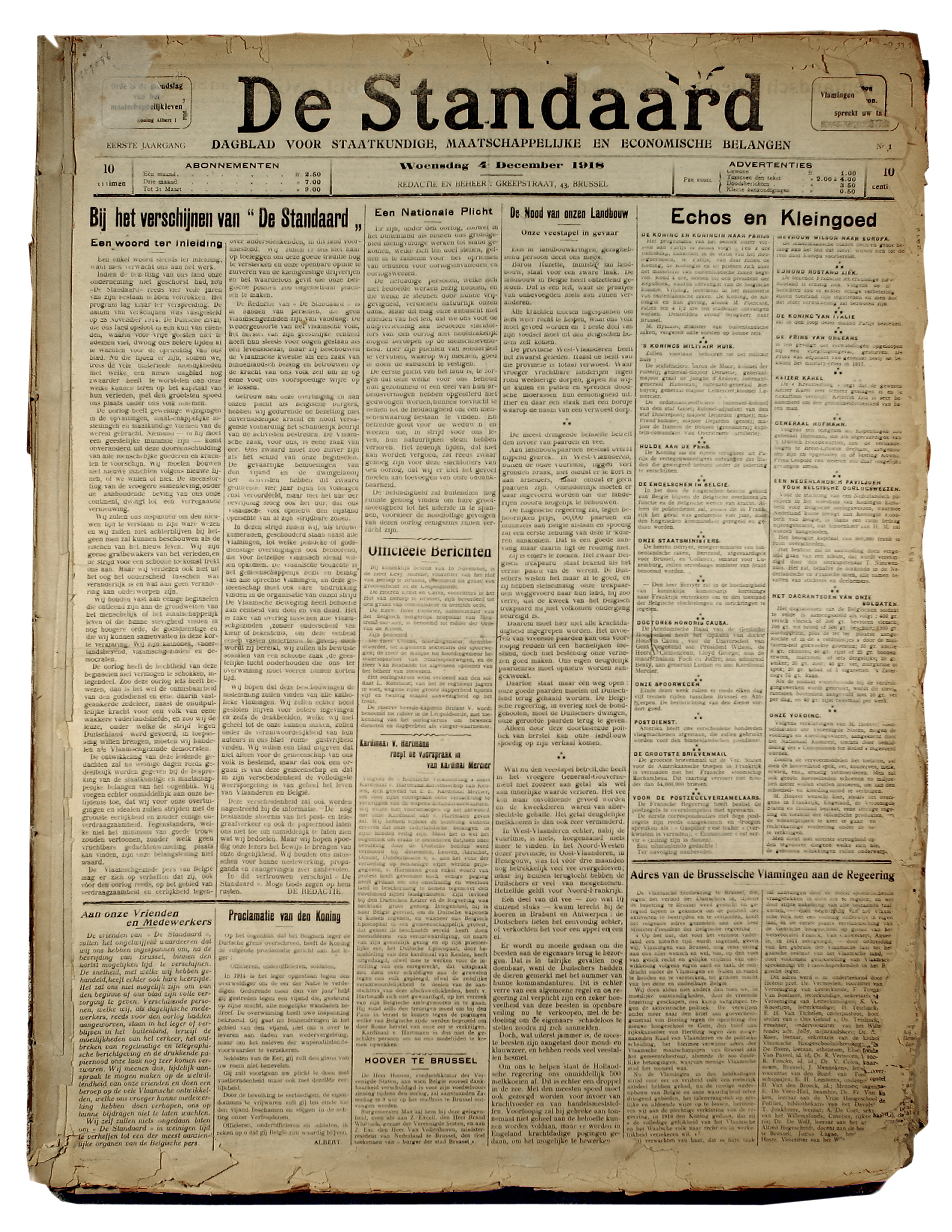
Tijdens de verzuiling waren alle delen van de samenleving gesegregeerd op basis van politieke overtuiging. De Standaard werd in Vlaanderen enkel gelezen door de conservatieve flamingant.

### Rol van de media
Al sinds de opkomst van de krantenindustrie wordt gesteld dat de media een impact heeft op de polarisering van een land. Door de privatisering van de markt en de opkomst van het internet zijn deze effecten echter uitvergroot . Onderzoek wijst uit dat aangezien consumenten tussen meer verschillende media kunnen kiezen, mensen zich verdelen over media die aansluiten bij hun politieke overtuiging. Dit effect wordt uitvergroot door sociale media, waar algoritmes online 'bubbles' creëren waarin consumenten vooral de mening van gelijkgezinden te zien krijgen. Dit kan een echokamer creëren en het verspreiden van misinformatie bevorderen.
Er is echter ook onderzoek dat aantoont dat gesegregeerde mediakanalen op basis van politieke overtuiging groter is bij klassieke media dan bij online mediaplatformen. Dit lijkt aan te tonen dat de impact van sociale media op polarisatie enigszins overschat wordt.

### Verzuiling
Verzuiling was een vorm van diepe maatschappelijke polarisatie in Nederland en België tijdens de 20ste eeuw. Tijdens de verzuiling waren alle aspecten van het openbaar leven gesegregeerd op basis van iemands politieke overtuigingen. Kranten, verzekeringen, vakbonden en zelfs scholen behoorden tot een specifieke ideologie. De consensus is dat de verzuiling in België is afgenomen sinds de jaren tachtig en negentig. In Nederland begon deze ontzuiling al vanaf de jaren zestig.

## Polarisatie bij de vorming van politieke partijen
In de politieke wetenschappen wordt polarisatie ook gebruikt om te verwijzen naar een noodzakelijk proces in de vorming van politieke partijen. Politicoloog John F. Hoadley stelt dat een politieke groepering door vier fases moet gaan voordat je van een volwaardige politieke partij kunt spreken:
1. Fracties
2. Polarisatie
3. Expansie
4. Institutionalisering

Fracties zijn informele en tijdelijke politieke coalities. Wanneer de leden van een politieke fractie, de gedeelde standpunten en doelen en het groepsgevoel een meer vaste vorm krijgen dan spreekt men van polarisatie. Polarisatie betekent hier dus het concreet vorm geven aan een duurzame en zelfbewuste politieke groepering. Polarisatie tussen verschillende fracties of partijen kan gebeuren op basis van zeer verschillende eigenschappen en is niet per definitie negatief.

## Kritiek

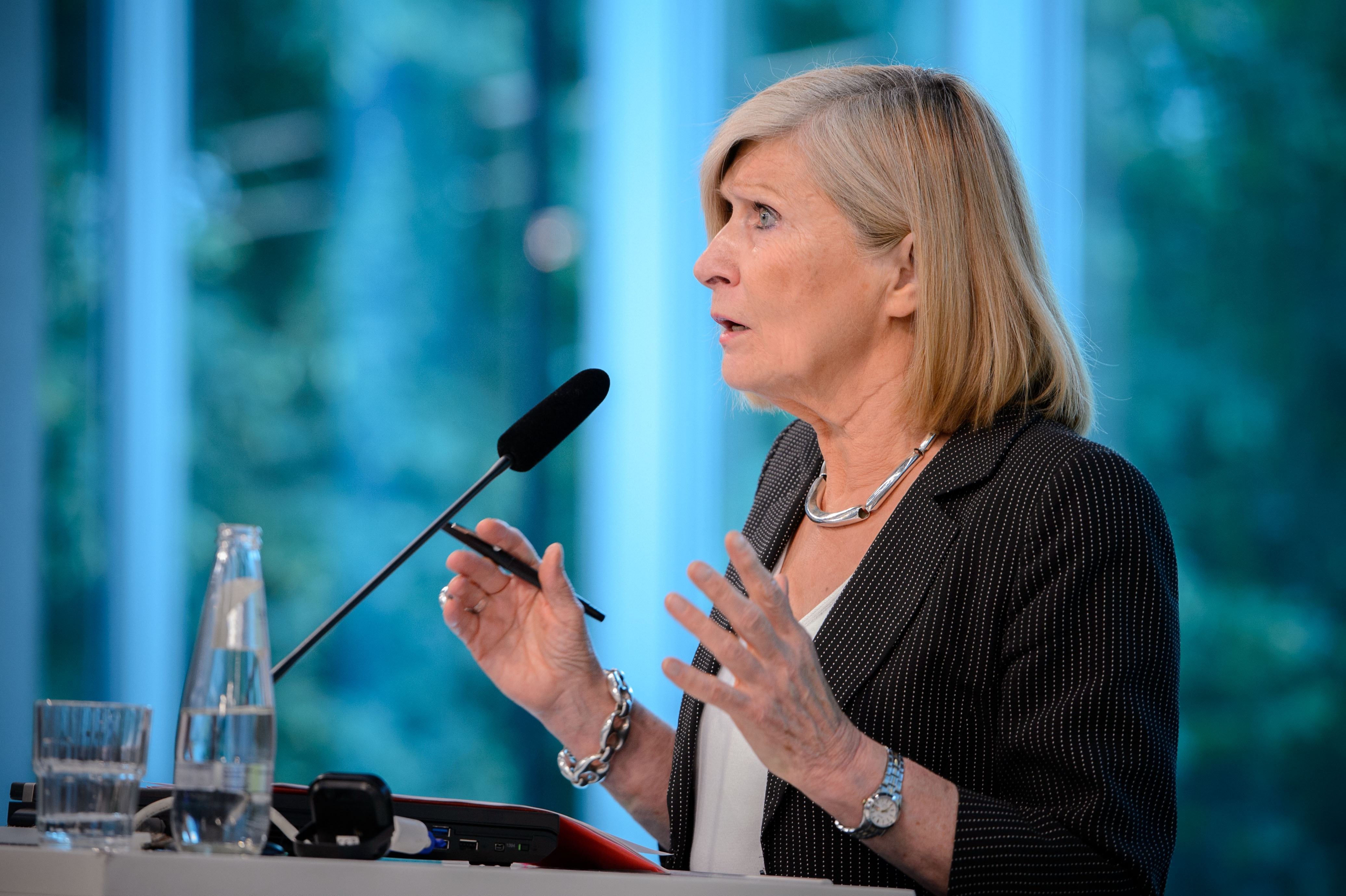
Chantal Mouffe ziet polarisatie als een eigenschap van een gezonde democratie.

Uit verschillende perspectieven is door de jaren heen kritiek geuit op het concept polarisatie. Sommigen stellen in vraag of er wel sprake is van een stijgende graad van polarisatie, terwijl anderen in vraag stellen of polarisatie überhaupt wel een gevaar is voor de samenleving.

### Polarisatie als onproblematisch
Volgens Belgische politicologe Chantal Mouffe en Ernesto Laclau is polarisatie een eigenschap van een gezonde democratie. Aangezien in een democratie het beleid de mening van het volk moet reflecteren beargumenteren zij dat een verdeelde bevolking met een duidelijke mening over het beleid juist een teken is dat de democratie werkt. In plaats van tegen polarisering te vechten stellen zij dat partijen de polarisering juist moeten omarmen en moeten proberen om de bevolking te geven waar zij om vragen.
Volgens de Amerikaanse journalist Ezra Klein heeft iedere democratie waarin politieke partijen een concrete ideologie belichamen te maken met polarisatie. Volgens hem is dit echter een noodzakelijk kwaad, aangezien ideologische partijen voordeliger zijn dan partijen die geen coherent denkkader of partijprogramma hebben.

### Polarisatie als onbestaand
Diverse onderzoekers beweren dat er weinig bewijs is voor de claim dat er een toenemende mate van polarisering zou zijn. In een reeks bekende debatten met James Davidson Hunter, de Amerikaanse politicoloog die de cultuurstrijd als term heeft gepopulariseerd, beargumenteert Alan Wolfe dat veel onderzoek onterecht focust op een kleine hoeveelheid beladen politieke conflicten. De gemiddelde Amerikaan gaat wat betreft het overgrote deel van de politieke discussies akkoord met andere Amerikanen. Enkel wat betreft bepaalde beladen actuele onderwerpen is er een groot verschil tussen de groepen.

## Polarisatie als westers probleem
Net zoals in andere domeinen van de politicologie focust veel onderzoek op polarisatie in westerse democratieën en wordt er weinig of relatief bevooroordeeld onderzoek gedaan naar polarisatie in andere landen. Onderzoeken in een kleine hoeveelheid landen worden dan geëxtrapoleerd naar algemene stellingen over de aard van politiek, zonder dat er verder onderzoek wordt gedaan naar de situatie in andere landen.